# 2462 Nehalennia
2462 Nehalennia è un asteroide della fascia principale. Scoperto nel 1960, presenta un'orbita caratterizzata da un semiasse maggiore pari a 2,4089135 UA e da un'eccentricità di 0,1400468, inclinata di 2,98651° rispetto all'eclittica.